# Roman Hagara

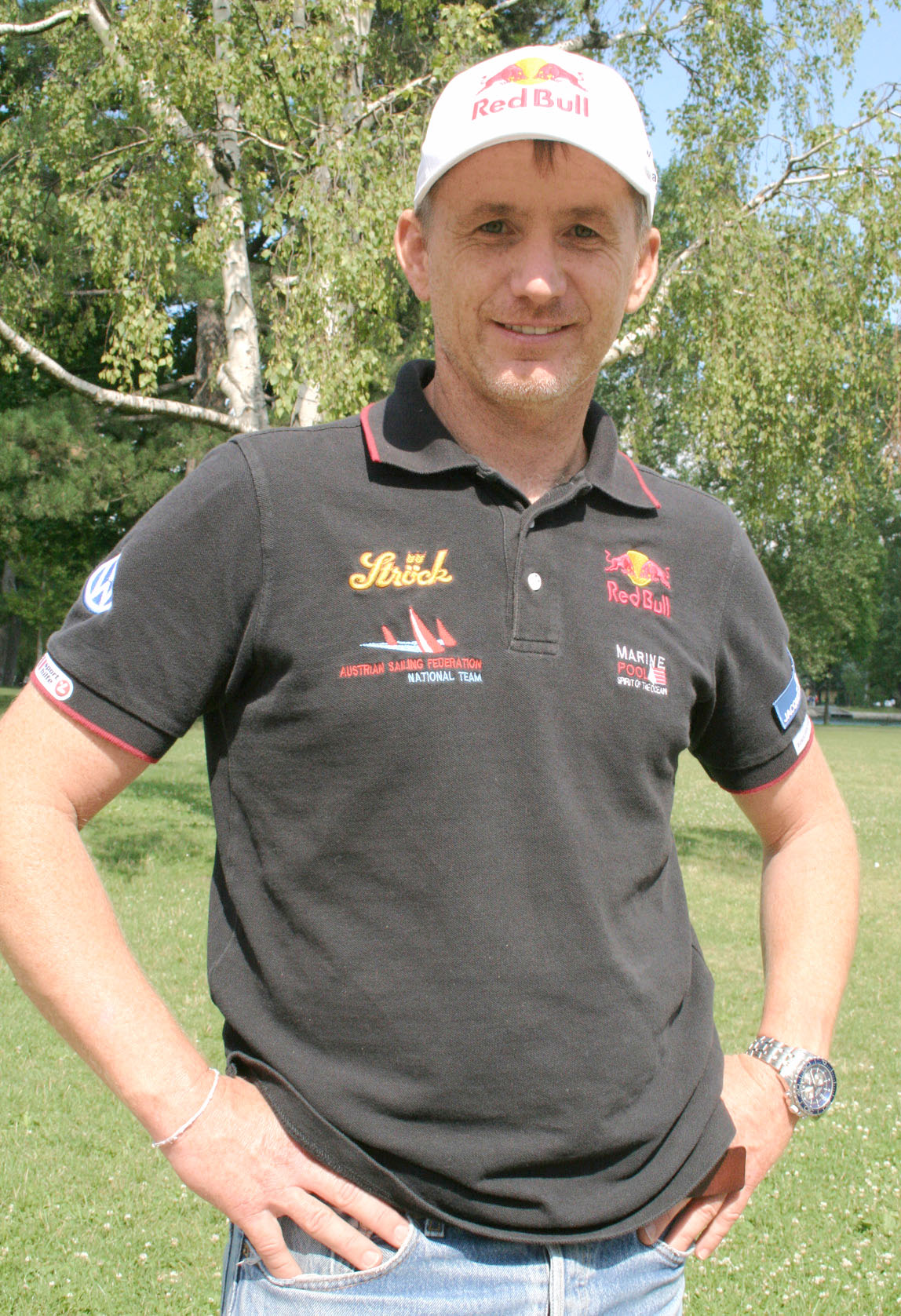
Roman Hagara

Roman Hagara, född den 30 april 1966 i Wien, är en österrikisk seglare.
Han tog OS-guld i tornado i samband med de olympiska seglingstävlingarna 2004 i Aten.